# Башмачне
Башма́чне (каз. Башмачное) — село у складі Железинського району Павлодарської області Казахстану. Адміністративний центр Башмачинського сільського округу.
Населення — 782 особи (2021; 820 у 2009, 1275 у 1999, 1529 у 1989).
Національний склад станом на 1989 рік:
- росіяни — 51 %;
- німці — 22 %.